# Dekanat Polkowice
Dekanat Polkowice – jeden z 28 dekanatów w rzymskokatolickiej diecezji legnickiej.

## Parafie
W skład dekanatu wchodzi 6 parafii:
- Parafia św. Urszuli – Gwizdanów
- Parafia Matki Bożej Łaskawej i św. Sebastiana – Polkowice
- Parafia Matki Bożej Królowej Polski – Polkowice
- Parafia św. Michała Archanioła – Polkowice
- Parafia Świętej Trójcy – Rudna
- Parafia św. Michała Archanioła – Sobin

Poprzednio w skład dekanatu wchodziła Parafia św. Bartłomieja Apostoła w Jędrzychowie